# تغير المناخ المفاجئ

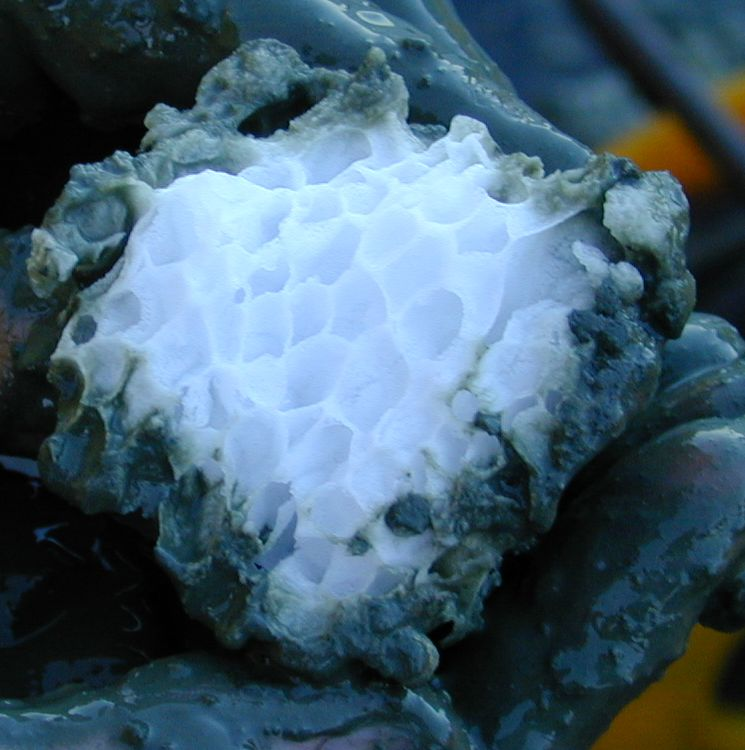

يحدث تغير مفاجئ في المناخ عندما يُجبر النظام المناخي على الانتقال إلى حالة مناخية جديدة بمعدّلٍ يُحددّه توازن الطاقة في النظام المناخي، وهو أسرع من معدل التغير للضغط الخارجيّ. تتضمّن الأحداث السابقة نهاية انهيار الغابات المطيرة الكربونية، وأحداث دانسكارد-أوشجر، وأحداث هاينريش وربما يستخدم المصطلح أيضًا في سياق الاحتباس الحراريّ لوصف تغير المناخ المفاجئ الذي يمكن اكتشافه على مدى فترة العمر البشريّ، ربما نتيجة لردود الفعل الناجمة عن تغيّر المناخ.

## تعريفات
وفقًا للجنة المعنية بتغير المناخ المفاجئ التابعة لمجلس البحوث الوطني:
هناك في الأساس تعريفان لتغير المناخ المفاجئ:
- من حيث الفيزياء، هو تحول النظام المناخي إلى نمط مختلف على مقياس زمني أسرع من الضغط المسؤول.
- من حيث التأثيرات «فإن التغيير المفاجئ يحدث بسرعة وبشكل غير متوقع جدًّا بحيث يصعب على النظم البشرية أو الطبيعية التكيّف معه».

هذه التعاريف تكميلية: إذ يعطي التعريف الأول بعض المعلومات عن كيفية حدوث تغير المناخ المفاجئ؛ وهذا يفسر لنا السبب وراء كثرة البحوث المكرسة لهذا المشروع.

## بشكل عام
تشمل عناصر التحول المحتملة في النظام المناخي الآثار الإقليمية للاحتباس الحراري العالمي، التي كان بعضها قد بدأ فجأة، ومن ثم يمكن اعتبارها على أنها تغير مفاجئ للمناخ. ذكر العلماء «أن تركيبتنا للمعرفة الحالية تشير إلى أن مجموعة متنوعة من عناصر التحول يمكن أن تصل إلى نقطة حرجة في هذا القرن في ظل تغير المناخ البشري».
تقول اللجنة الدولية للتغيرات المناخية إن الاحتباس الحراري «قد يؤدي إلى بعض الآثار التي تكون مفاجئة أو لا رجعة فيها».
دعا تقرير صادر عام 2013 عن مجلس البحوث الوطني الأمريكي إلى الاهتمام بالتأثيرات الناجمة عن تغيّر المناخ المفاجئ، مشيرًا إلى أنه حتى التغير التدريجي المطرد في النظام المناخي الفيزيائيّ يمكن أن تكون له آثار مفاجئة في أماكن أخرى، مثل البنية التحتية البشرية والنظم البيئية إذا جرى تجاوز الحدود القصوى، ويشدد التقرير على ضرورة وجود نظام للإنذار المبكر يمكن أن يساعد المجتمعات على توقع التغيرات المفاجئة والآثار الناشئة بشكل أفضل.
يُعد الفهم العلمي لتغير المناخ المفاجئ عمومًا ضعيفًا، وقد يكون احتمال حدوث تغير مفاجئ في بعض ردود الفعل المناخيّة منخفض، وتشمل العوامل التي قد تزيد من احتمال تغير المناخ المفاجئ ارتفاع معدلات الاحتباس الحراري، وحدوثه بسرعة أكبر، وكذلك حدوثه بشكل مستدام على مدى فترات زمنية أطول.

### نماذج مناخيّة
لم تتمكن النماذج المناخية بعد من التنبؤ بأحداث تغير المناخ المفاجئ، أو معظم التغيرات المناخية المفاجئة السابقة، ولا توجد في النماذج المناخية الحاليّة أي ردود فعل مفاجئة محتملة بسبب تكوينات البحيرات الحرارية في القطب الشمالي، استجابةً لذوبان التربة الجليدية، ما يؤدي إلى إطلاق المزيد من غاز الميثان الذي يعد أحد غازات الدفيئة.

## التأثيرات
من المرجّح أن يكون التغير المناخي المفاجئ سببًا في إحداث تأثيرات واسعة النطاق وخطيرة:
- الانقراضات الجماعية في الماضي، وأبرزها حدث انقراض العصر البرمي – الترياسيّ، وانهيار الغابات المطيرة الكربونية، اقتُرح أن جميعها قد حصلت نتيجة لتغير المناخ المفاجئ.[14][15]
- فقدان التنوع البيولوجي: دون تدخل من التغيرات المناخية المفاجئة وغيرها من حوادث الانقراض فإن التنوع البيولوجي لهذا الكوكب سيستمر في النمو.[16]
- التغيرات في التيّار المحيطي مثل:
  - تزايد تواتر أحداث النينيو.[17][18]
  - اضطراب محتمل للدورة الحراريّة الملحيّة، مثل تلك التي قد حدثت خلال فترة درياس الأصغر.[19][20]
  - تغييرات في تذبذب شمال الأطلسي[21]
  - التغيرات في دورة الدوران حول المحيط الأطلسي (AMOC) التي يمكن أن تساهم في ظروف طقس حادّة.[22]